# Striatoppia niliaca
Striatoppia niliaca är en kvalsterart som först beskrevs av Popp 1960.  Striatoppia niliaca ingår i släktet Striatoppia och familjen Oppiidae. Inga underarter finns listade i Catalogue of Life.